# 도카이촌
도카이촌(일본어: 東海村 도카이무라[*])은 일본 간토 지방의 북동부, 이바라키현 북부 나카군에 있는 촌(村)이다.

## 개요
일본에서 최초로 원자력 발전이 시작된 곳으로 유명하며 현재도 원자력 발전소와 핵연료 재처리 시설 등 다수의 핵 시설이 입지하고 있다. 도카이촌에 한정하지 않아도 오아라이의 원자로 조요 (고속 증식로), 오쿠마의 후쿠시마 제1 원자력 발전소 등 이바라키현 북부에서 후쿠시마현 하마도리(구 이와사키현)에 걸친 지역은 일본 유수의 "핵 시설 밀집지"가 되고 있다. 1999년 9월 30일에는 도카이촌 JCO 임계사고가 발생하여 작업원 2명이 사망하는 등 다양한 영향이 있었다.
인구 규모로는 정(町)이 될 수 있으나, 촌(村) 상태를 유지하고 있으며 정제 시행 요건은 충족한다.

## 지리
미토에서 북동쪽으로 약 15km 거리에 있다. 히타치 대지의 북단에 위치하고 구지강의 남쪽과 마사키우라, 호소우라 등의 저지는 충적층으로 논지대가 되어 있다. 한편 대지는 홍적층으로 밭과 평지림이 펼쳐져 있고 동쪽에 완만하게 경사진 그 끝이 사구가 되고 있다. 사구는 현재 방사림으로 활용되고 있는 것 외에 일본 원자력 연구개발기구, 일본 원자력발전 주식회사 등의 부지로 쓰이고 있다.

## 인접한 자치체
- 나카시 (서쪽)
- 히타치시 (북쪽)
- 히타치나카시 (남쪽)

## 역사
후지타 도고(藤田東湖)의 『정신가』에 나오는 『…타쿠리쓰 도카이타마』에 의한다. 1948년에는 무라마쓰촌이 이시가미촌 조합립으로 도카이 중학교가 설립되었고, 도카이촌이 성립되기 전부터 당지에 도카이라는 명칭이 채용되었다.
연혁
- 1602년 - 사타케씨가 아키타번으로 옮겨, 미토 도쿠가와가의 지배하에 들어간다.
- 1954년 - 도요토미 히데요시 이후에는 나카군에 속하게 된다.
- 1898년 4월 1일 - 이시가미역(현재의 도카이역)이 개업하였다.
- 1955년 3월 31일 - 도카이촌이 성립.
- 1999년 9월 30일 - 도카이촌 JCO 임계사고 발생.
- 2011년 3월 11일 - 동일본 대지진으로 재해가 발생했다. 도카이촌의 핵 시설이 폭발을 면하였으나, 이를 위해 도카이촌 및 인근 시정촌 지역 주민들은 강제 퇴거를 면한 상태임.

## 인구
도카이촌 전국의 연령별 인구 분포(2005년)      도카이촌의 연령·남녀별 인구 분포(2005년)
| 연도 | 인구   | ±%     |
| ---- | ------ | ------ |
| 1920 | 6,804  | —      |
| 1930 | 7,153  | +5.1%  |
| 1940 | 8,774  | +22.7% |
| 1950 | 11,462 | +30.6% |
| 1960 | 13,978 | +22.0% |
| 1970 | 18,960 | +35.6% |
| 1980 | 29,197 | +54.0% |
| 1990 | 31,557 | +8.1%  |
| 2000 | 34,333 | +8.8%  |
| 2010 | 37,430 | +9.0%  |

## 교통

### 도로
- 국도 6호선
- 국도 제245호선(일본어판)

### 철도
- 동일본 여객철도
  - 조반선: 도카이역

## 자매 도시
- 미국 아이다호주 아이다호폴스

## 같이 보기

### 일반 주제
- 녕변 원자력 연구소
- 마르쿨
- 일본의 원자력

### 관련 사건
- 동일본 대진재
- 도호쿠 지방 태평양 해역 지진